# Изумрудный парк (Барнаул)
Парк культуры и отдыха Октябрьского района (Парк «Изумрудный») — расположен в Барнауле.
Парк находится в Октябрьском районе города, отчего собственно и происходит его название. С севера, востока и юго-востока — ограничен частным сектором микрорайона ВРЗ; с юга — Барнаульским ликеро-водочным заводом; с запада — Комсомольским проспектом.

## Растительность
Более 80 % территории парка занимает зелёная зона. Здесь произрастают около 30 видов ценных пород: ель, сосна, рябина, калина, черёмуха, боярышник и др.

## История
Парк был разбит на территории бывшего Кресто-Воздвиженского кладбища, которое просуществовало здесь до начала XX века. В 1918—1919 годах кладбище стало местом массовых расстрелов сторонников советской власти. В 1939 году данная территория отдана под парк культуры и отдыха Меланжевого комбината, был вырыт большой пруд, в результате чего, надгробия были снесены, а могилы уничтожены. Здание Кресто-Воздвиженской церкви передано Барнаульскому планетарию. Кроме того, в послевоенное время на территории парка проходили захоронения японских военнопленных.
15 мая 1953 года Барнаульский горсовет вынес предложение о переименовании парка меланжевого комбината в парк имени Иосифа Сталина и установлении ему памятника на центральной аллее. В 1956 году прежнее название было возвращено, а скульптура — демонтирована.
В 1975 году проведена реконструкция парка — прогулочные дорожки заасфальтированы, берега водоема забетонированы, старые аттракционы заменены новыми, высажены молодые деревья. В 1991 году устроена «Тропа Здоровья» для любителей бега.

## Современное состояние
В Изумрудном парке имелись 9 взрослых и детских аттракционов; искусственный водоем с прогулочными катамаранами, в который в 2000 году была запущены зеркальные карпы, караси, щуки, окуни; также в парке есть беседки, Барнаульский планетарий. В зимнее время здесь прокладываются лыжные трассы, а летом проводятся различные мероприятия — спортивные состязания, концерты, встречи ролевиков.
11 сентября 2007 года в парке открыт детский автогородок — макет автомобильных дорог города с разметкой, копиями светофоров и дорожных знаков, для обучения детей правилам дорожного движения. Кроме того, здесь проходят чемпионаты города по велотриалу и соревнования по стритболу «Оранжевый мяч».
В соответствии с генеральным планом развития парка уже в 2007 году начато строительство аквапарка с водными горками, теннисных кортов, площадок для баскетбола, волейбола, бадминтона. Для любителей активного отдыха возведен скалодром, полосы препятствий, трассы с трамплинами для вело-байкеров. Благоустроены старые аллеи, построены новые беседки.
В 2013 году администрацией была предпринята попытка перекрыть мосты через пруд, сделав вход на них платным, вызвавшая возмущение посетителей парка. В течение 2014 г. практически не убирался мусор, не ликвидированы упавшие во время летнего урагана деревья. Исчезли скамейки. 
28 марта 2015 года в парке сгорело кафе «Мельница». В 2018 году осушен пруд.
С 2019 года парк восстанавливается. Были вырублены старые деревья, посажены новые. Установлены новые фонари и скамейки, заасфальтированы дорожки, есть выделенные велодорожки. Отдельная зона для выгула собак. Большая детская площадка. 
С 2021 по 2023 год были проведены работы, после которых пруд был снова залит водой. Также туда запустили рыб. Убрали старые и поставили новые мосты . Еще поставили беседку на островке. Была добавлена площадка для выступлений, на которой в середине сентября прошло выступление поэтов и мини-концерт.